# Sliač
Sliač (ungerska: Szliács) är en liten kurort belägen i centrala Slovakien i regionen Banská Bystrica, distriktet Zvolen vid floden Hron mellan Banská Bystrica och Zvolen. Staden är känd för sina varma källor och en flygplats med militär och civil verksamhet. Idag har flygplatsen flygningar till Prag. 

## Historia
Staden växte till genom en sammanslagning av de två orterna Hájniky och Rybáre 1959 och fick därvid namnet Sliač. 
Den gotiska kyrkan i Hájniky omtalades första gången 1263 och det finns arkeologiska bevis på att slaviska bosättare levde i området under 500-talet. Vissa tecken tyder på att bosättningen kan ha påbörjats så tidigt som omkring 2000 f.Kr.. 
Flygplatsen, tidigare känd som Letisko Tri Duby, spelade en viktig roll under det slovakiska upproret 1944.

## Demografi
2005 hade Sliač 4 812 invånare. Enligt 2001 års folkräkningar var 96,1% av invånarna slovaker och 2,3% tjecker. Den religiösa sammansättningen var 46,1% romersk-katoliker och 22,1% var lutheraner. 26,7% hade ingen religiös tillhörighet. 